# 클라이드 베티

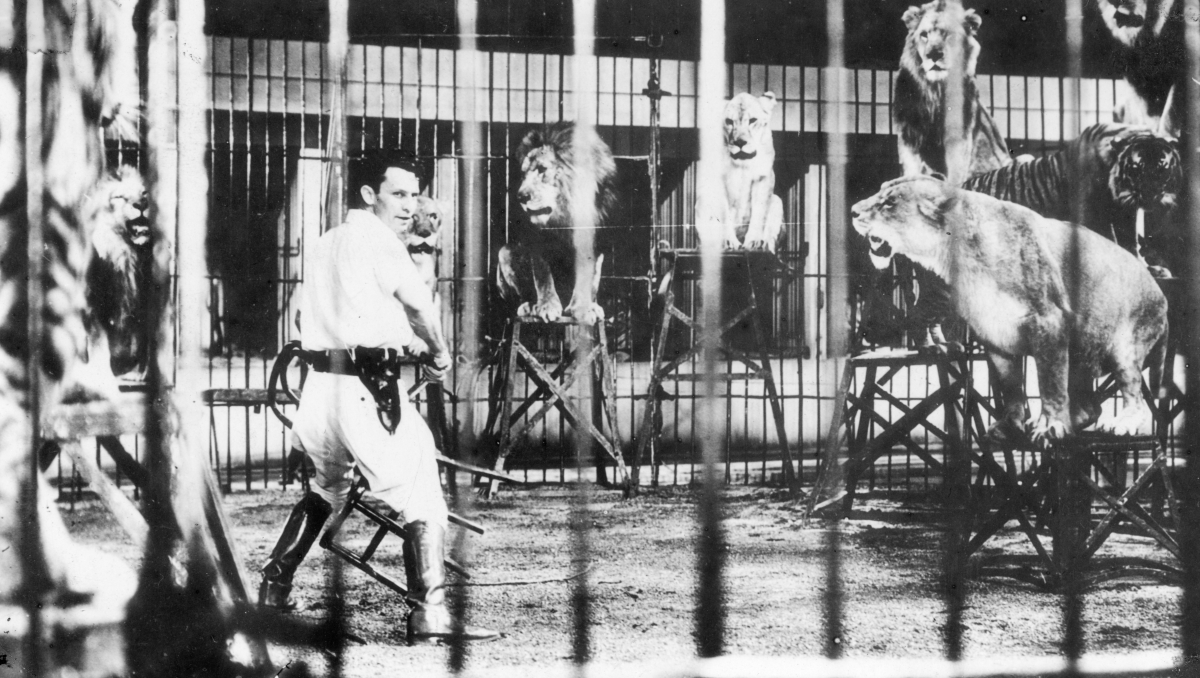

클라이드 베티(Clyde Raymond Beatty, 1903년 6월 10일 ~ 1965년 7월 19일)는 미국의 배우, 영화배우이다.

## 영화
- 다이아몬드 쟁탈전 (1949년)